# Vacances en enfer (téléfilm)
Pour les articles homonymes, voir Face Value.
Pour plus de détails, voir Fiche technique et Distribution.
Vacances en enfer (Face Value en anglais) est un téléfilm américain réalisé par Michael Miller en 2001.

## Synopsis
Barry vient visiter Tim, un vieux camarade de l'académie de police, de laquelle ils ont été renvoyés tous les deux. Ce dernier l'accueille à bras ouvert, lui laissant disposer de tous ses biens pendant une absence de quelques jours.. On apprend ensuite aux informations que le bateau qu'il avait loué a explosé sans laisser de survivant. Aidé de Syd, la charmante amie de Tim, Barry essaie d'y voir clair... mais la situation se complique, Tim semble devoir beaucoup d'argent à des créanciers qui deviennent impatients.

## Fiche technique
- Titre original : Face Value
- Titre francophone : Vacances en enfer [réf. nécessaire]
- Réalisateur : Michael Miller
- Scénariste : James G. Hirsch
- Production : Anita Gershman, Larry Gershman, James G. Hirsch, Dick O'Connor, Robert Papazian, Shawn Papazian pour Testimony Productions LLC
- Musique : Arthur B. Rubinstein
- Photographie : Peter B. Kowalski
- Genre : Thriller
- Durée : 90 minutes
- Pays :  États-Unis
- Langue : anglais
- Classification : USA : PG-13 (violence).

## Distribution
- Scott Baio : Barry Rengler
- Krista Allen : Syd Deshaye
- James Wilder : Tim Gates
- Sandra Hess : Cat Nelson
- Tracey Walter : Leon Gates
- Richard Whiten : Vic Pennington
- Marty Papazian : Dean
- Rachel Hirsch : Brooke Ashton